# 16103 Lorsolomon
A 16103 Lorsolomon (ideiglenes jelöléssel 1999 VU81) a Naprendszer kisbolygóövében található aszteroida. A LINEAR projekt keretében fedezték fel 1999. november 5-én.